# AC300 Jupiter

Le AC300 Jupiter est un projet de lance-roquettes antichar français proposé au début des années 1980 en remplacement du LRAC F1.

## Historique
Un appel d'offres est lancé en 1978 par le gouvernement française pour une une arme antichar d'infanterie beaucoup plus puissante que le LRAC F1 construit par la Société Luchaire alors en service. Le AC300 Jupiter, le Dard 120 (en) de la Société européenne de propulsion et le Apilas de GIAT Industries - aujourd'hui Nexter - sont en compétition. Le Apilas étant finalement choisi en 1983 et entrant en service en 1985.
Ce projet AC300 Jupiter est une coopération entre Luchaire et l'entreprise ouest-allemande Messerschmitt-Bölkow-Blohm. Il adapte une ogive de calibre de 115 mm du missile Milan 2 fabriqué par Luchaire sur le lance-roquette Armbrust de MBB, il est réutilisable contrairement à ce dernier.

## Caractéristiques
Il pèse 3,4 kg vide et 11 kg prêt au tir.
Sa portée effective est de 330 m, il pénètre jusqu'à 700 mm de blindage homogène laminé.
Il peut être tiré depuis un espace clos ou l'intérieur d'un véhicule et a une relative discrétion visuelle et acoustique, le bruit d'un coup tiré par un pistolet, par rapport à ses concurrents de l'époque. Il n'a pas donné lieu à une production en série.